# ناحیه ماهومت، شهرستان شمپین، ایلینوی
ناحیه ماهومت، شهرستان شمپین، ایلینوی (به انگلیسی: Mahomet Township) یک منطقهٔ مسکونی در ایالات متحده آمریکا است که در شهرستان شمپین، ایلینوی واقع شده‌است. ناحیه ماهومت ۱۲٬۶۲۳ نفر جمعیت دارد و ۲۱۴ متر بالاتر از سطح دریا واقع شده‌است.